# متلازمة لورنس مون
متلازمة لورنس مون (إل إم إس) هي اضطراب جيني صبغي جسمي، ترتبط بأمراض مثل: التهاب الشبكية الصباغي وفرط التوتر التشنجي والإعاقات الذهنية.

## العلامات والأعراض
- التّخلف العقلي.
- العَنَش (كثرة الأصابع).
- داء السكري الكاذب المركزي.
- ضعف البصر (وعادةً يؤدي خلال 30 سنة إلى تنكُّس الشبكية المركزي).

## علم الوراثة
تنتقل المتلازمة بالوراثة الجسدية المُتنحيّة. ما يعني أن الجين المَعيب المسؤول عن الاضطراب يقع على إحدى الصبغيات الجسدية، وليولد الإنسان مع هذا الاضطراب يجب أن يوجد لديه نسختان من الجين المعيب (نسخة وراثية من كل والد). يحمل والدا الفرد المصابان نسخةً واحدةً فقط من الجين المعيب، لذلك عادةً لا يتعرضان للعلامات والأعراض المرافقة لهذا الاضطراب.

## التشخيص
كان يعتقد في الأصل أن المتلازمة تحتوي على خمسة معايير أساسية (وأُضيف السادس مؤخرًا)، وعلى أساسها طُوّرت المعايير التشخيصية التالية: يجب توفر 4 معايير أساسية أو 3 معايير أساسية ومعيارين ثانويين.
المعايير الأساسية هي:
- العَنَش (كثرة الأصابع).
- ضمور المخاريط والعصي في الشبكية.
- صعوبات التعلم.
- البدانة.
- قصور الغدد التناسلية لدى الذكور.
- شذوذات كلوية.
- المعايير الثانوية:
- اضطرابات الكلام مع أو دون تأخر في النمو.
- شذوذات عينية (الحول، إعتام عدسة العين، اللابؤرية أو حرج البصر).
- قصر الأصابع أو التصاق الأصابع.
- البُوَال مع أو دون العُطَاش (البُوَالة التَّفِهة كُلْوية المَنْشأ).
- الرنح، اضطرابات التنسيق وعدم التوازن.
- فرط التوتر التشنجي (خاصة في الأطراف السفلية).
- الداء السكري.
- رصَص الأسنان، نقص الأسنان، الجذور الصغيرة، الحنك المقوَّس العالي.
- الداء القلبي الخلقي.
- التليف الكبدي.

## التّدبير
لا يوجد علاج نوعي لهذه المتلازمة، لكن غالبًا ما تُعالج الأعراض فقط. يعاني مرضى هذه المتلازمة عادةً من الرّنح والتشنجات ما يُقيّد تحركاتهم وأنشطتهم اليومية. لذلك، يتطلب العلاج خطة متعددة التخصصات مثل: العلاج الفيزيائي، والاستشارات النفسية والعينية، واتباع نظام غذائي متوازن. يهدف العلاج الفيزيائي إلى تحسين القوة والقدرة باستخدام أدوات مساعدة مثل الأقواس التقويمية للقدم والكاحل وأجهزة المشي الحاملة للوزن والتمارين الرياضية المنتظمة.

## التسمية
سميت هذه المتلازمة باسم الطبيبين جون زكريا لورنس وروبرت تشارلز مون اللذين قدما أول وصف رسمي لهذه الحالة ضمن تقرير نُشر في عام 1866. أُشيرَ سابقًا إلى (إل إم إس) باسم متلازمة لورنس مون باردت بيدل، ولكن متلازمة باردت بيدل (بي بي إس) أصبحت تُصنّف الآن بشكل مستقل تمامًا.
شككت التطورات الحديثة في الأنماط الجينية والاختلافات الواسعة في الأنماط الظاهرية عند المرضى الذين شُخصوا سريريًا إما بمتلازمة باردت بيدل (بي بي إس) أو متلازمة لورنس مون (إل إم إس) فيما إذا كانت هاتان المتلازمتان متمايزتين وراثياً أم لا. على سبيل المثال، ذكرت دراسة وبائية أجريت في عام 1999 أن بروتينات (بي بي إس) تتفاعل مع بعضها وهي ضرورية لتطور العديد من الأعضاء. وضمن نفس الدراسة شُخص مريضان سريريًا على أن لديهما (إل إم إس) لكن كلاهما كان يحمل طفرات جين (بي بي إس)، لذلك لم تدعم هذه الدراسة فكرة أن المتلازمتين متمايزتان. واقترحت ورقة بحثية حديثة في عام 2005 أن الحالتين المرضيتين غير متمايزتين.